# Dohuk Sport Club
Maillots
Le Dohuk Sport Club (en arabe : نادي دهوك الرياضي, et en kurde : یانه‌یا وه‌رزشی یا دهوکێ), plus couramment abrégé en Dohuk SC, est un club irakien de football fondé en 1970 et basé dans la ville de Dahuk, au Kurdistan.

## Historique
Fondé en 1970, le club prend part pour la première fois de son histoire au championnat irakien de première division lors de la saison 1998-1999, saison inaugurale qu'il termine à la 9e place du classement. La saison suivante est meilleure puisque le Dohuk SC termine à la 5e place, une performance réitérée la saison d'après. Le club du Kurdistan finit dans le ventre mou lors des deux éditions suivantes.
Après avoir déjà réussi une belle performance la saison précédente avec une troisième place finale, c'est la consécration pour Dohuk avec le premier titre de champion d'Irak de l'histoire du club à l'issue de la saison 2009-2010. La formation kurde se qualifie via le championnat régional Nord, puis passe le barrage du Stage Elite. En demi-finale, Dohuk bat facilement Al-Zawra'a SC (5-1, 0-1) puis s'impose sur le plus petit des scores en finale face à Talaba SC. 
Ce succès permet au club de participer pour la première fois à une compétition continentale, la Coupe de l'AFC 2011. La campagne est réussie puisque Dohuk termine premier de sa poule lors de la première phase, devant Al Faysali Amman, Al Jaish Damas et Al Nasr Koweït. En huitième de finale, sur un seul match disputé au Kurdistan, il dispose du club indien de Dempo SC. L'aventure asiatique s'arrête en quarts de finale avec l'élimination face à un autre club jordanien, Al-Weehdat Club. 
La défense du titre la saison suivante est plus complexe et voit Dohuk finir à la 6e place du groupe Nord.

## Palmarès
| Compétitions nationales                            |
| -------------------------------------------------- |
| - Championnat d'Irak (1) : - Champion : 2009-2010. |

## Grands noms
- Noor Sabri
- Uday Taleb